# Pavillon bleu

Drapeau du Pavillon bleu.

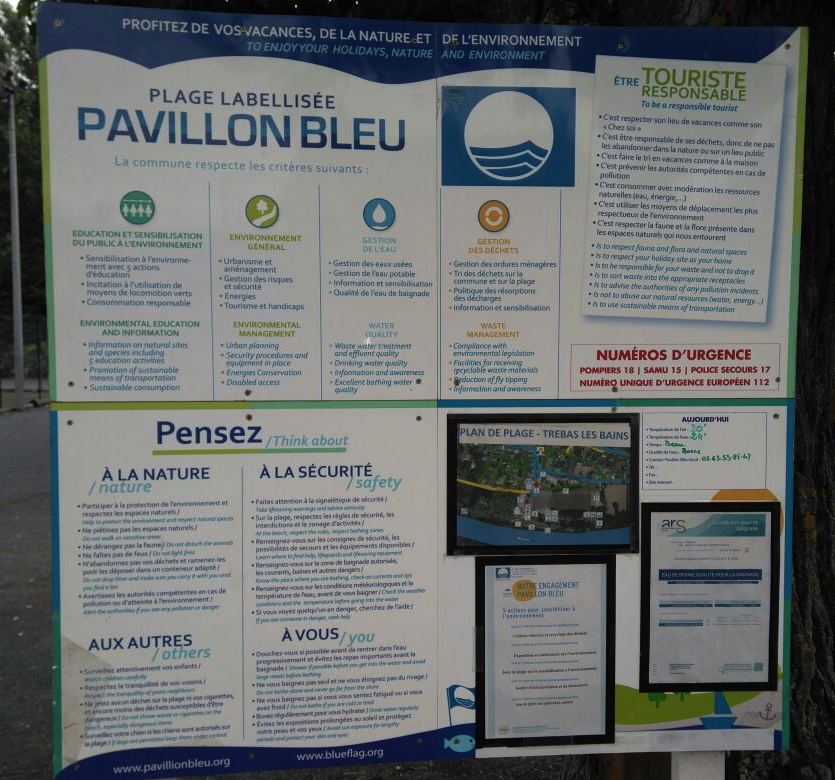
Panneau d'information du Pavillon bleu.

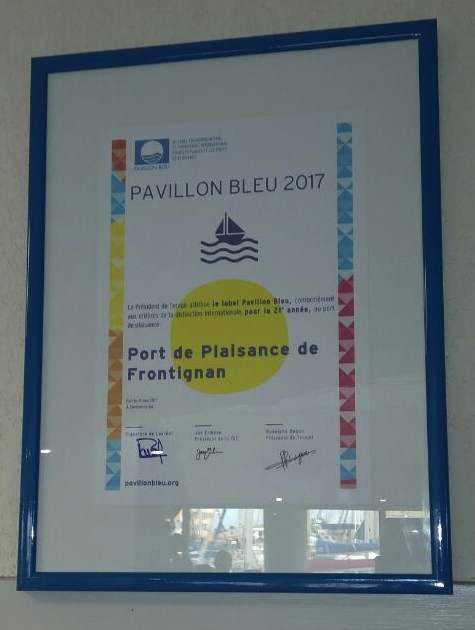
Une attestation d'attribution du pavillon bleu

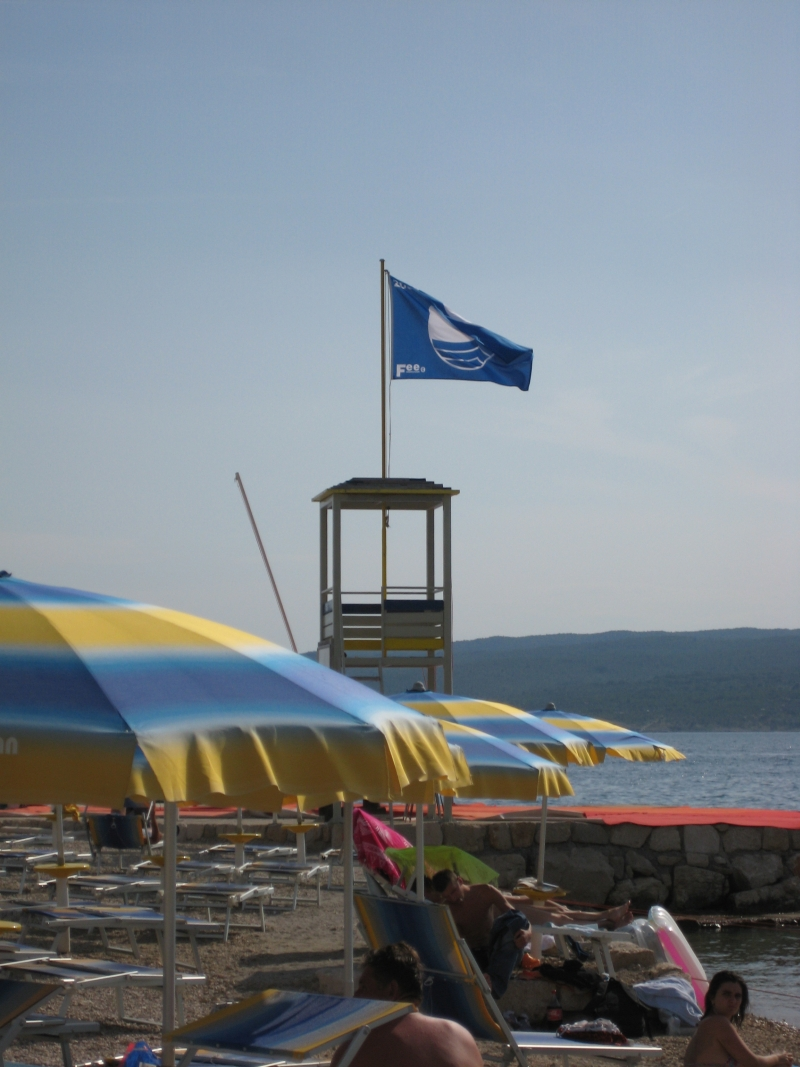
Plage arborant le pavillon bleu à Selce, Croatie.

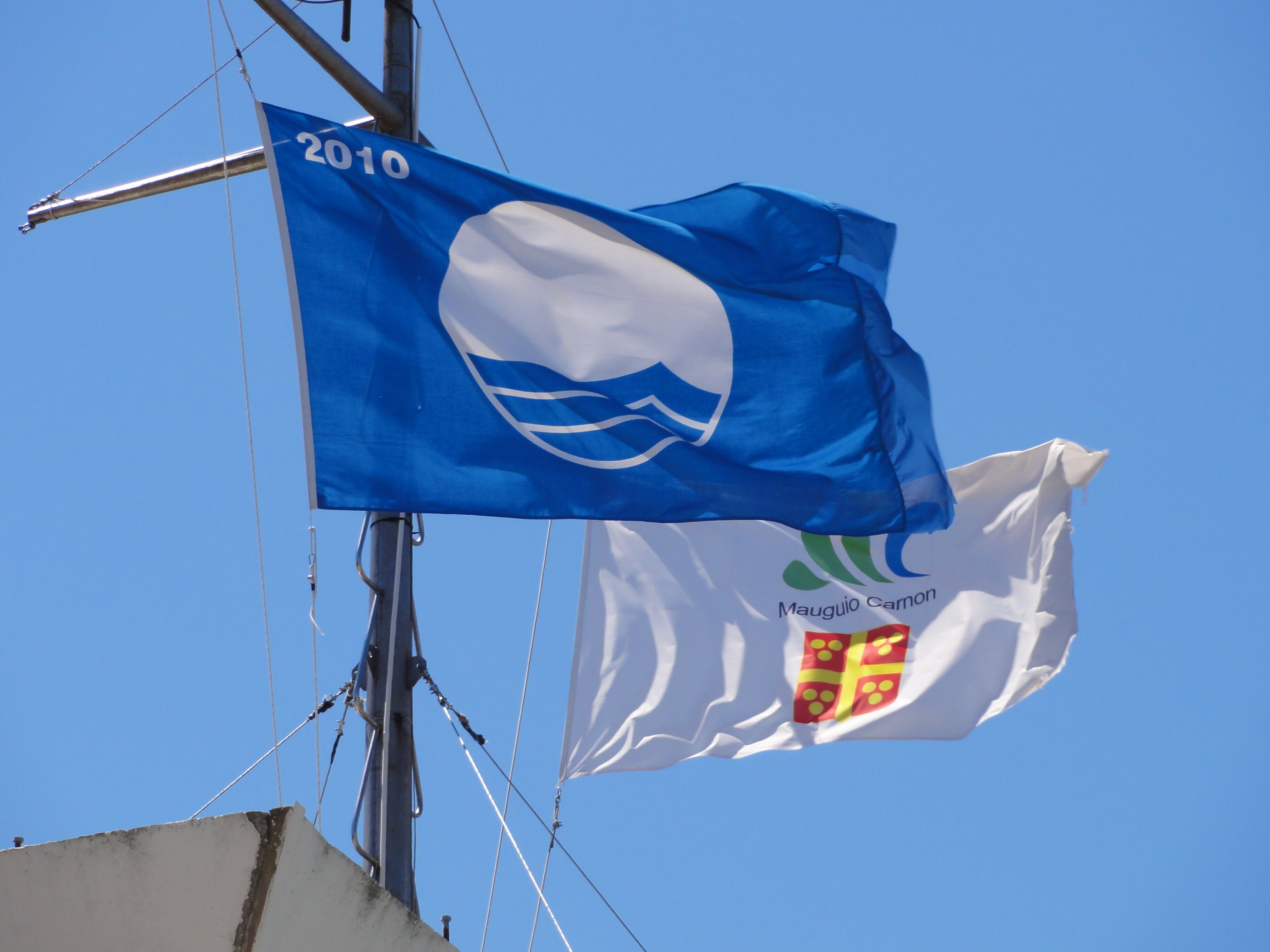
Pavillon bleu sur le toit d'une capitainerie.

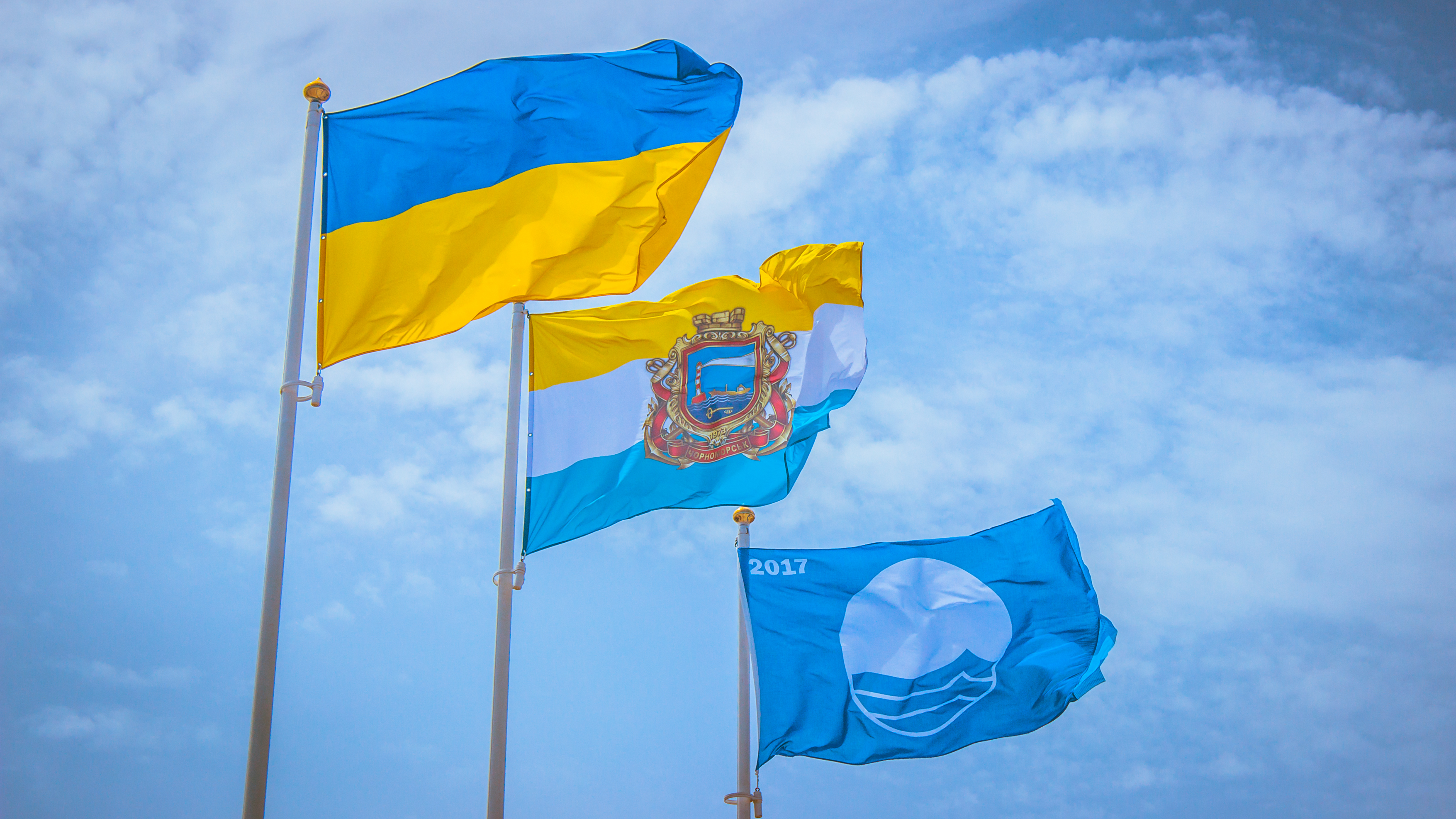
Pavillon bleu sur la plage de Tchornomorsk, en Ukraine

Le Pavillon bleu est un label environnemental et touristique international décerné annuellement depuis 1985 par l'association Teragir à des communes et à des ports de plaisance qui font des efforts en matière de gestion environnementale. Initialement présenté à l'occasion de l'Année européenne de l'environnement de 1987, le projet a désormais une vocation mondiale.
En France, la campagne 2025 du Pavillon bleu a récompensé 388 plages et 104 ports de plaisance.
Si dans sa version originale, américaine, BlueFlag, dont le slogan est « Pure water, clean coasts, safety and access for all » (eau pure, côtes propres, sécurité et accès pour tous), incluait une notion d'accessibilité générale, celle-ci a disparu dans les critères du Pavillon bleu européen qui garde pourtant tout le reste, propreté et sécurité, ainsi que le logo.

## Historique
Le label est créé en France en 1985, sous l'égide du ministère de l'Environnement, par l'association Teragir. Le label devient européen en 1987 et intégre les ports de plaisance et, en 2001, avec le soutien de l'Organisation mondiale du tourisme (OMT)[source secondaire souhaitée], il est présent sur les cinq continents. 
En France, en 2008, 242 plages sont labellisées, en 2010, 418 sites sont labellisés, 341 plages et 77 ports, en 2024, 505 sites sont labellisés dont 398 plages et 106 ports et en 2025, 492 sites dont 388 plages et 104 ports,.
Sur le plan mondial, en 2023, l'office international de l'eau (OiEau) répertorie 5 042 labellisations réparties en 710 ports de plaisance, 4 212 plages et 120 bateaux éco-touristiques.

## Critères de sélection
L'obtention du label, pour une durée d'un an, est soumise à des critères dans les neuf domaines suivant :
- l'eau et l'assainissement ;
- la biodiversité et la gestion du milieu naturel ;
- la sécurité ;
- la gestion des déchets ;
- l'éducation au développement durable ;
- l'accessibilité ;
- l’équipement et les services ;
- la sobriété ;
- l'information aux usagers[4].

### Critères plages
« Pour les plages, l'eau de baignade doit être de qualité excellente (selon les critères de la directive 200/7/CE sur les eaux de baignade) avec cinq contrôles par saison. Elles doivent comprendre un point d’eau potable et des poubelles à disposition sur la plage. La collectivité doit y organiser la collecte sélective d’au moins trois types de déchets, mettre en place une politique de recyclage ainsi que des actions d’éducation à l’environnement, par exemple l'information sur les espaces naturels sensibles ou des animations sur le tri des déchets. »

### Critères pour les ports de plaisance
« Pour les ports, les critères concernent la prévention des pollutions avec la récupération des eaux usées des bateaux, la gestion des boues de dragage, la récupération et le traitement des liquides polluants des cales dans les plus grands ports. Une politique de maîtrise de la consommation d'eau et d'énergie doit être engagée. »

### Jury
Pour la France, les dossiers sont examinés par l'association Pavillon Bleu et le secrétariat d'État chargé de la Mer et de la Biodiversité et, une fois validés, sont transmis à un jury international composé d'ONG environnementales et d'organisations internationales (Programme des Nations unies pour l'environnement (PNUE), Organisation mondiale du tourisme (OMT)).

## Tableau mondial des Pavillons bleus attribués en 2025
| Pays                        | Plages | Ports de plaisance | Bateaux éco-touristiques | Total |
| --------------------------- | ------ | ------------------ | ------------------------ | ----- |
| Afrique du Sud              | 47     | 4                  | 7                        | 58    |
| Albanie                     | 1      |                    |                          | 1     |
| Allemagne                   | 36     | 87                 |                          | 123   |
| Belgique                    | 20     | 8                  |                          | 28    |
| Brésil                      | 38     | 11                 |                          | 49    |
| Bulgarie                    | 25     | 5                  |                          | 30    |
| Canada                      | 16     | 9                  |                          | 25    |
| Chili                       | 3      |                    |                          | 3     |
| Colombie                    | 8      |                    |                          | 8     |
| Corée du sud                | 4      |                    |                          | 4     |
| Croatie                     | 74     | 33                 |                          | 107   |
| Chypre                      | 64     | 2                  |                          | 66    |
| Danemark                    | 143    | 17                 |                          | 160   |
| République dominicaine      | 26     | 0                  |                          | 26    |
| Émirats arabes unis         | 41     | 1                  |                          | 42    |
| Estonie                     | 2      | 1                  |                          | 3     |
| Espagne                     | 642    | 101                | 6                        | 749   |
| États-Unis                  | 3      |                    |                          | 3     |
| Finlande                    | 1      |                    |                          | 1     |
| France                      | 388    | 104                |                          | 492   |
| Grèce                       | 623    | 17                 | 17                       | 657   |
| Îles Vierges des États-Unis | 3      |                    |                          | 3     |
| Indes                       | 13     |                    |                          | 13    |
| Irlande                     | 89     | 10                 |                          | 99    |
| Irlande du Nord             | 9      | 7                  |                          | 16    |
| Islande                     | 2      |                    | 22                       | 24    |
| Israël                      | 63     | 3                  |                          | 66    |
| Italie                      | 487    | 84                 |                          | 571   |
| Japon                       | 12     | 3                  |                          | 15    |
| Jordanie                    | 10     | 2                  |                          | 12    |
| Lettonie                    | 13     | 1                  |                          | 14    |
| Lituanie                    | 8      | 0                  |                          | 8     |
| Malte                       | 13     |                    |                          | 13    |
| Maroc                       | 29     | 4                  |                          | 33    |
| Mexique                     | 80     | 1                  | 41                       | 122   |
| Monténégro                  | 41     | 1                  |                          | 42    |
| Pays-Bas                    | 58     | 146                |                          | 204   |
| Pays de Galles              | 19     | 2                  |                          | 21    |
| Norvège                     | 18     | 3                  | 10                       | 31    |
| Pologne                     | 31     | 4                  |                          | 35    |
| Porto Rico                  | 2      | 1                  | 12                       | 15    |
| Portugal                    | 404    | 18                 | 22                       | 444   |
| Roumanie                    | 6      |                    |                          | 6     |
| Royaume-Uni                 | 77     | 1                  |                          | 78    |
| Serbie                      | 1      |                    |                          | 1     |
| Slovénie                    | 12     | 2                  |                          | 14    |
| Suède                       | 8      | 13                 |                          | 21    |
| Trinité-et-Tobago           |        |                    | 3                        | 3     |
| Turquie                     | 577    | 30                 | 18                       | 625   |
| Ukraine                     | 1      |                    |                          | 1     |
| Total                       | 4 301  | 736                | 158                      | 5 195 |

## Pour approfondir